# Agaronia
Agaronia is een geslacht van weekdieren uit de klasse van de Gastropoda (slakken).

## Soorten
- Agaronia acuminata (Lamarck, 1811)
- Agaronia adamii Terzer, 1992
- Agaronia ancillarioides (Reeve, 1850)
- Agaronia annotata (Marrat, 1871)
- Agaronia biraghii Bernard & Nicolay, 1984
- Agaronia gibbosa (Born, 1778)
- Agaronia griseoalba (Martens, 1897)
- Agaronia hiatula (Gmelin, 1791)
- Agaronia hilli Petuch, 1987
- Agaronia jesuitarum López, Montoya & López, 1988
- Agaronia johnabbasi Cilia, 2012
- Agaronia johnkochi Voskuil, 1990
- Agaronia leonardhilli Petuch, 1987
- Agaronia lutaria (Röding, 1798)
- Agaronia nebulosa (Lamarck, 1822)
- Agaronia nica López, Montoya & López, 1988
- Agaronia plicaria Lamarck, 1811 †
- Agaronia propatula (Conrad, 1849)
- Agaronia razetoi Terzer, 1992
- Agaronia steeriae (Reeve, 1850)
- Agaronia testacea (Lamarck, 1811)
- Agaronia travassosi Lange de Morretes, 1938